# Tina Zelčić
Tina Zelčić (Zagreb, 21. listopada 2002.), hrvatska gimnastička reprezentativka, vježbačica na gredi. Članica ZTD Hrvatski sokol iz Zagreba.
Visoka je 168 cm.  Sudionica Europskog juniorskog prvenstva u Bernu. Trenira ju bivši hrvatski reprezentativac Marko Brez. Na svom trećem nastupu u Svjetskom gimnastičkom kupu, koji je bio 2019. u turskom Mersinu svojoj prvoj ikad završnici bila je četvrta, a postolje joj je izmaknulo za 0,050 bodova. Uspjeh je tim veći što joj je to uspjelo na prvom velikom natjecanju nakon godinu dana i operacije lakta. Prvi je nastup na Svjetskom kupu bio u Osijeku 2018. godine.